# Lisa Langlois
Lisa Langlois (ur. 15 marca 1959 w North Bay w prowincji Ontario) – kanadyjska aktorka filmowa, telewizyjna i teatralna.

## Życiorys
Dzieciństwo spędziła w Hamilton w prowincji Ontario, gdzie uczęszczała do francuskojęzycznej szkoły, w rezultacie biegle włada językiem francuskim. W 1974 roku zdobyła tytuł Nastoletniej Wicemiss Kanady. Jest absolwentką McMaster University (Mac) w Hamilton.
Jako aktorka debiutowała w 1975 roku, występując w odcinkach policyjnego serialu CBC Television Sidestreet. Pierwszą poważną rolę – przerażonej szokującym odkryciem masowego mordu Amelii – odegrała w horrorze Upiorne urodziny (Happy Birthday to Me, 1981), następnie pojawiła się jako Patsy w thrillerze akcji Klasa 1984 (Class of 1984, 1982) z młodym Michaelem J. Foksem.
Od 1994 roku była żoną kanadyjskiego dźwiękowca Roberta Ulricha, lecz związek ten zakończył się rozwodem. Ulrichowi urodziła syna, Emersona.